# Yucatán
Yucatán è un stato federato messicano di 2 097 175 abitanti.

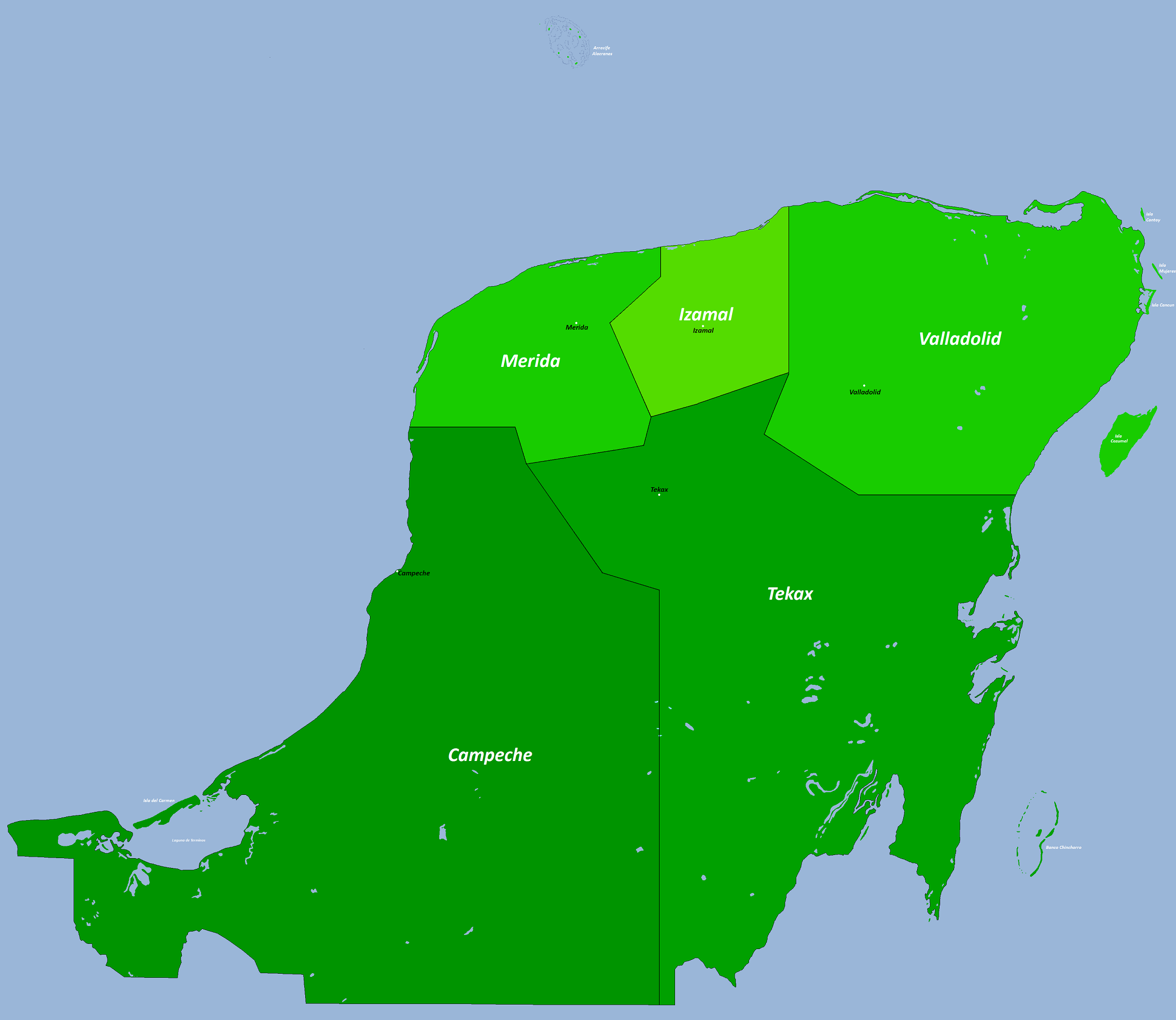
Organizzazione territoriale e politica della Repubblica dello Yucatan fino al 1840

Lo Yucatán è uno dei 31 Stati del Messico, situato nel Sud-est del territorio, nella parte nord dell'omonima penisola. Confina a nord con il golfo del Messico, a est con lo Stato di Quintana Roo e a sud-ovest con lo Stato di Campeche.

## Storia

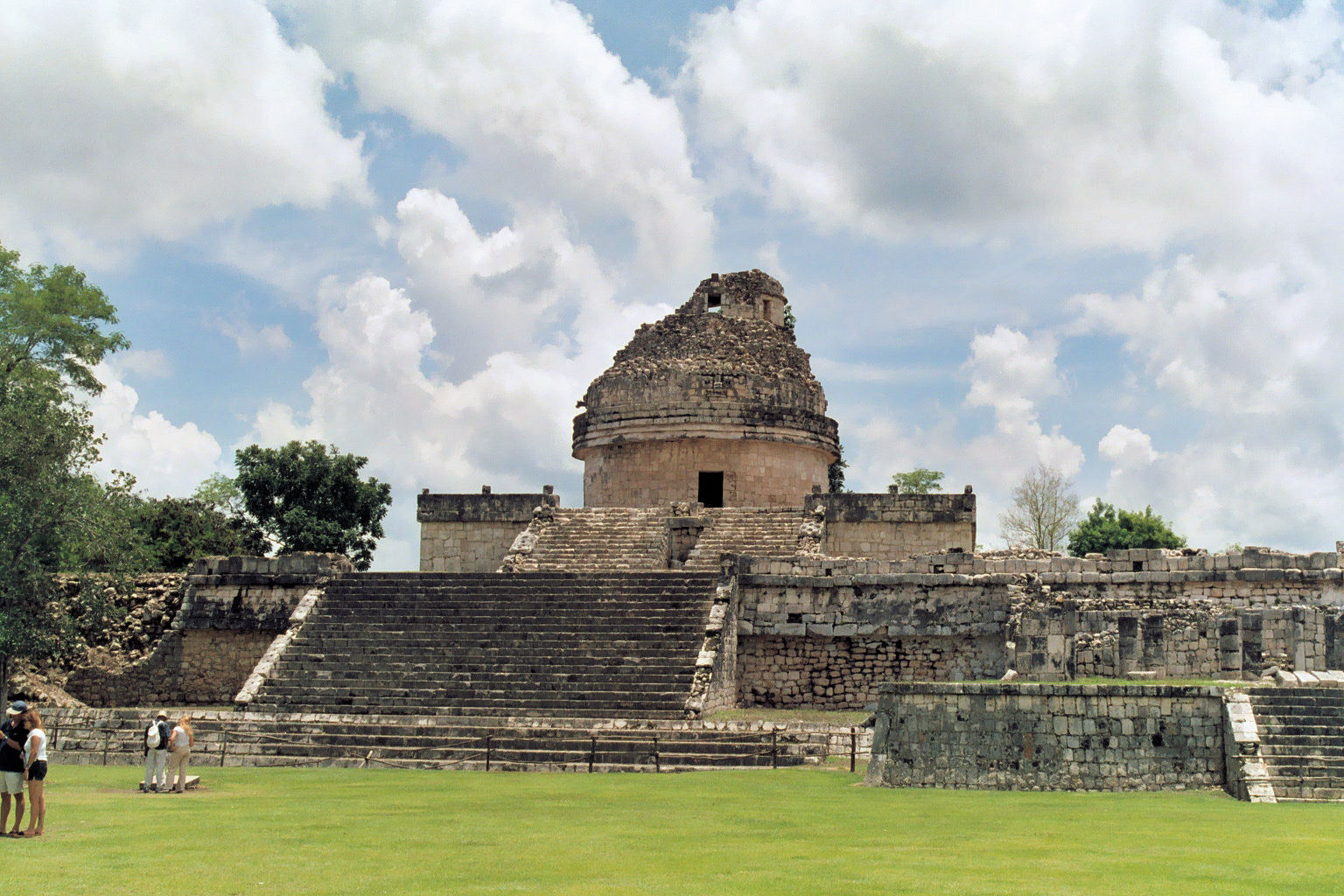
Chichén Itzá

Sotto lo Yucatán è sepolto il cratere di Chicxulub, un enorme cratere formatosi molto probabilmente 65 milioni di anni fa con la caduta del meteorite che secondo alcune teorie scientifiche avrebbe portato all'estinzione del 75-80% della megafauna mesozoica, tra cui i dinosauri non-aviani. Il cratere, seppur sepolto, può essere intravisto per via dei segni lasciati dal terribile impatto del corpo celeste.
Prima dello sbarco dei conquistatori spagnoli nella regione, lo Yucatán era una delle regioni più prospere dell'Impero maya e conserva alcuni resti archeologici risalenti a più di tremila anni fa. Le città maya della regione continuarono a crescere dopo il declino delle città della zona maya centrale. Alcune di queste continuarono a essere abitate fino all'arrivo degli europei. Altre, come ad esempio Izamal e Mérida (la capitale dello Stato, chiamata anticamente, T'ho) sono abitate ancora oggi.
Lo Stato dello Yucatán fu uno degli ultimi a entrare a far parte della repubblica messicana. Nel XIX secolo alcune correnti separatiste promisero l'indipendenza della Repubblica dello Yucatán, che tuttavia ebbe una vita effimera. Durante la presidenza di Porfirio Díaz il territorio dello Stato fu diviso per creare il Territorio Federale di Quintana Roo. Attualmente lo Stato è diviso in 106 comuni, tra i quali Maní, Kanasín, Muna, Progreso, Tekax, Ticul, Tizimín, Umán e Valladolid.

## Origine del nome
Il nome "Yucatán" deriva dalla parola (in lingua nahuatl) "Yukatlán", "il luogo della ricchezza". Tuttavia, il commentatore Frate Toribio di Benaventa (detto Motolinia), nella sua Storia degli Indios di Nuova Spagna (1541), fa risalire l'origine della parola all'equivoco in cui sarebbero caduti gli spagnoli, che "parlando con gli indios di quella costa", alla domanda su come essa si chiamasse "...risposero: «Tectetán, tectetán», ciò che vuol significare: «Non ti capisco, non ti capisco»: i cristiani corruppero il vocabolo, e non intendendo ciò che gli indios dicevano, conclusero: «Yucatán è il nome di questa terra»".
È da notare che benché t'àn sia una radice con significato di "linguaggio", la lingua yucateca non contiene alcuna parola o frase che possa suonare come "Tectetàn", tantomeno "Yukatan" (il termine più simile, "Come parla?", è "Uuy u t'an" o "Chu u t'an"), e "non capisco" "Ma tin na'atik". È stata anche avanzata l'ipotesi che l'intero episodio riportato da Toribio di Benaventa sia apocrifo, e sia stato un tentativo da parte di Hernán Cortés, nelle sue Cartas de relación, di screditare il rivale Diego Velázquez.

## Società

### Evoluzione demografica
Abitanti censiti (in migliaia)

### Suddivisione amministrativa
| Codice INEGI | Municipio        | Capoluogo municipale     | Popolazione (2020) |
| ------------ | ---------------- | ------------------------ | ------------------ |
| 001          | Abalá            | Abalá                    | 6 550              |
| 002          | Acanceh          | Acanceh                  | 16 772             |
| 003          | Akil             | Akil                     | 12 285             |
| 004          | Baca             | Baca                     | 6 195              |
| 005          | Bokobá           | Bokobá                   | 2 167              |
| 006          | Buctzotz         | Buctzotz                 | 9 159              |
| 007          | Cacalchén        | Cacalchén                | 7 490              |
| 008          | Calotmul         | Calotmul                 | 3 949              |
| 009          | Cansahcab        | Cansahcab                | 4 466              |
| 010          | Cantamayec       | Cantamayec               | 2 755              |
| 011          | Celestún         | Celestún                 | 8 389              |
| 012          | Cenotillo        | Cenotillo                | 3 736              |
| 013          | Conkal           | Conkal                   | 16 671             |
| 014          | Cuncunul         | Cuncunul                 | 1 714              |
| 015          | Cuzamá           | Cuzamá                   | 5 560              |
| 016          | Chacsinkín       | Chacsinkín               | 3 104              |
| 017          | Chankom          | Chankom                  | 4 686              |
| 018          | Chapab           | Chapab                   | 3 385              |
| 019          | Chemax           | Chemax                   | 38 934             |
| 020          | Chicxulub Pueblo | Chicxulub Pueblo         | 4 497              |
| 021          | Chichimilá       | Chichimilá               | 9 406              |
| 022          | Chikindzonot     | Chikindzonot             | 4 363              |
| 023          | Chocholá         | Chocholá                 | 4 863              |
| 024          | Chumayel         | Chumayel                 | 3 244              |
| 025          | Dzan             | Dzan                     | 6 003              |
| 026          | Dzemul           | Dzemul                   | 3 622              |
| 027          | Dzidzantún       | Dzidzantún               | 8 345              |
| 028          | Dzilam de Bravo  | Dzilam de Bravo          | 2 936              |
| 029          | Dzilam González  | Dzilam González          | 6 240              |
| 030          | Dzitás           | Dzitás                   | 4 015              |
| 031          | Dzoncauich       | Dzoncauich               | 2 818              |
| 032          | Espita           | Espita                   | 16 779             |
| 033          | Halachó          | Halachó                  | 21 255             |
| 034          | Hocabá           | Hocabá                   | 6 514              |
| 035          | Hoctún           | Hoctún                   | 6 384              |
| 036          | Homún            | Homún                    | 8 090              |
| 037          | Huhí             | Huhí                     | 5 250              |
| 038          | Hunucmá          | Hunucmá                  | 35 137             |
| 039          | Ixil             | Ixil                     | 4 186              |
| 040          | Izamal           | Izamal                   | 28 555             |
| 041          | Kanasín          | Kanasín                  | 141 939            |
| 042          | Kantunil         | Kantunil                 | 5 553              |
| 043          | Kaua             | Kaua                     | 3 405              |
| 044          | Kinchil          | Kinchil                  | 7 530              |
| 045          | Kopomá           | Kopomá                   | 2 677              |
| 046          | Mama             | Mama                     | 3 296              |
| 047          | Maní             | Maní                     | 5 968              |
| 048          | Maxcanú          | Maxcanú                  | 23 991             |
| 049          | Mayapán          | Mayapán                  | 3 965              |
| 050          | Mérida           | Mérida                   | 995 129            |
| 051          | Mocochá          | Mocochá                  | 3 430              |
| 052          | Motul            | Motul de Carrillo Puerto | 37 804             |
| 053          | Muna             | Muna                     | 13 494             |
| 054          | Muxupip          | Muxupip                  | 2 990              |
| 055          | Opichén          | Opichén                  | 7 080              |
| 056          | Oxkutzcab        | Oxkutzcab                | 33 854             |
| 057          | Panabá           | Panabá                   | 7 766              |
| 058          | Peto             | Peto                     | 25 954             |
| 059          | Progreso         | Progreso de Castro       | 66 008             |
| 060          | Quintana Roo     | Quintana Roo             | 976                |
| 061          | Río Lagartos     | Río Lagartos             | 3 974              |
| 062          | Sacalum          | Sacalum                  | 4 962              |
| 063          | Samahil          | Samahil                  | 5 631              |
| 064          | Sanahcat         | Sanahcat                 | 1 701              |
| 065          | San Felipe       | San Felipe               | 2 118              |
| 066          | Santa Elena      | Santa Elena              | 4 220              |
| 067          | Seyé             | Seyé                     | 10 053             |
| 068          | Sinanché         | Sinanché                 | 3 206              |
| 069          | Sotuta           | Sotuta                   | 8 967              |
| 070          | Sucilá           | Sucilá                   | 3 971              |
| 071          | Sudzal           | Sudzal                   | 1 949              |
| 072          | Suma             | Suma                     | 1 857              |
| 073          | Tahdziú          | Tahdziú                  | 5 854              |
| 074          | Tahmek           | Tahmek                   | 3 774              |
| 075          | Teabo            | Teabo                    | 6 921              |
| 076          | Tecoh            | Tecoh                    | 17 939             |
| 077          | Tekal de Venegas | Tekal de Venegas         | 2 683              |
| 078          | Tekantó          | Tekantó                  | 3 747              |
| 079          | Tekax            | Tekax de Álvaro Obregón  | 45 062             |
| 080          | Tekit            | Tekit                    | 11 020             |
| 081          | Tekom            | Tekom                    | 3 355              |
| 082          | Telchac Pueblo   | Telchac                  | 3 512              |
| 083          | Telchac Puerto   | Telchac Puerto           | 1 915              |
| 084          | Temax            | Temax                    | 7 037              |
| 085          | Temozón          | Temozón                  | 16 680             |
| 086          | Tepakán          | Tepakán                  | 2 133              |
| 087          | Tetiz            | Tetiz                    | 5 464              |
| 088          | Teya             | Teya                     | 1 917              |
| 089          | Ticul            | Ticul                    | 40 495             |
| 090          | Timucuy          | Timucuy                  | 7 503              |
| 091          | Tinum            | Tinum                    | 12 700             |
| 092          | Tixcacalcupul    | Tixcacalcupul            | 7 888              |
| 093          | Tixkokob         | Tixkokob                 | 18 420             |
| 094          | Tixméhuac        | Tixméhuac                | 5 444              |
| 095          | Tixpéhual        | Tixpéhual                | 5 690              |
| 096          | Tizimín          | Tizimín                  | 80 672             |
| 097          | Tunkás           | Tunkás                   | 3 684              |
| 098          | Tzucacab         | Tzucacab                 | 15 346             |
| 099          | Uayma            | Uayma                    | 4 191              |
| 100          | Ucú              | Ucú                      | 4 049              |
| 101          | Umán             | Umán                     | 69 147             |
| 102          | Valladolid       | Valladolid               | 85 460             |
| 103          | Xocchel          | Xocchel                  | 3 451              |
| 104          | Yaxcabá          | Yaxcabá                  | 16 350             |
| 105          | Yaxkukul         | Yaxkukul                 | 3 293              |
| 106          | Yobaín           | Yobaín                   | 2 215              |